# 永井宏明 (テレビプロデューサー)
永井 宏明（ながい ひろあき）は、日本のテレビプロデューサー、演出家。慶應義塾大学商学部卒。元テレビ東京社員。
2012年に制作会社の「unit（株式会社ユニット）」を立ち上げ代表取締役を務めながら、プロデューサー・演出にも携わる。

## 来歴
1989年、広告会社の博報堂に入社。
1996年、テレビ番組制作会社のハウフルスに入社。ADを経てディレクターを務める。
2001年、テレビ東京に入社。番組の企画・演出・プロデュースを手がける。2010年当時の役職は、制作局CP制作チームチーフ・プロデューサー（部長職）。
2012年、unit（株式会社ユニット）を設立。

## 主な関与作品
以下の局名未記載は、テレビ東京。

### 制作進行
- 輝け!噂のテンベストSHOW → 新テンベストSHOW（1995年 - 1997年、日本テレビ）

### 演出
- 出没!アド街ック天国（ - ） ※時期不明[1]。
- 空から日本を見てみよう plus（2012年 - 、BSジャパン）

### プロデューサー
（チーフプロデューサーも含む）
- TVチャンピオン（ - 2006年） ※時期不明。
- 日曜ビッグバラエティ（2002年 - ） ※初期？
- やるヌキッ!（2002年 - 2004年）
- 完成!ドリームハウス（2003年 - 2004年）
- 未来MODEL（2004年 - 2005年）
- TVチャンピオン2（2006年 - 2008年）
- メデューサの瞳 〜人を見抜く天才たち〜（2007年 - 2008年）
- チャンピオンズ〜達人のワザが世界を救う〜（2008年 - 2009年）
- 和風総本家（2008年 - ） ※途中まで。
- 空から日本を見てみよう（2009年 - 2011年）[3]
- 〜どうぶつ冒険バラエティ〜ワンダ!（2011年 - 2012年） ※初期。
- たべコレ（2011年 - 2013年） ※初期。
- トクして遊ぶ!買い物天国（2011年 - 2012年） ※初期。
- 俺のダンディズム（2014年 - ）
- バイキング 月曜日（2014年 - 、フジテレビ）